# Christos Axelos
Christos Axelos (griechisch Χρήστος Αξελός; * 23. Januar 1928 in Athen; † 12. November 2013 in Athen) war ein griechischer Philosoph.

## Leben
Nach der Promotion am 18. Dezember 1952 zum Dr. phil. in Freiburg im Breisgau (mit einer Untersuchung über die Bedeutung von Kants Philosophie der praktischen Vernunft und ihre Grenzen) und der Habilitation 1969 lehrte er ab 1970 als Privatdozent und von 1974 bis 1990 als Professor für Philosophie an der Universität Hamburg. Er war auch Mitherausgeber der Zeitschrift "Philosophical Inquiry". Mit seiner Studie Die ontologischen Grundlagen der Freiheitstheorie von Leibniz (1973) leistete er einen wichtigen Beitrag zur Leibniz-Forschung.
Axelos sei es gelungen, schrieb Albert Heinekamp, der Leiter des Leibniz-Archivs in Hannover, in seiner Buchbesprechung, "Zusammenhänge des Leibnizschen Denkens aufzuzeigen, die meines Wissens bisher nur wenig berücksichtigt worden sind. Vor dem Auge des Lesers entsteht das Bild eines Leibniz, der nicht auf jede Frage eine fertige Antwort bereit hält, sondern das eines Denkers, der immer wieder durch das 'Labyrinth der Freiheit' fasziniert und beunruhigt ist und der erst allmählich in ständiger Auseinandersetzung mit seinen Vorgängern und Zeitgenossen zur Klärung seiner Gedanken über Notwendigkeit und Freiheit gelangt. Dafür schuldet die Leibniz-Forschung Axelos Dank." Seine Übersetzung der Schrift La logique ou l'art de penser von Antoine Arnauld erlangte drei Auflagen. Axelos ist der Doktorvater von Friedemann Grenz, dem Ehemann von Gabriella Wollenhaupt.

## Schriften (Auswahl)
- Freiheit und Sittlichkeit. Die Bedeutung von Kants Philosophie der praktischen Vernunft und ihre Grenzen. Freiburg im Breisgau 1952, OCLC 313629435 (zugleich Dissertation, Freiburg im Breisgau 1952).
- Das philhellenische Freiburg und seine Universität. Wagner, Freiburg im Breisgau 1957, OCLC 919669153.
- Die ontologischen Grundlagen der Freiheitstheorie von Leibniz. De Gruyter, Berlin/New York 1973, ISBN 3-11-002221-4.